# لو جياجينغ
لو جياجينغ (بالصينية: 逯佳境) مواليد 18 نوفمبر 1989 في شنيانغ، هي لاعبة كرة مضرب صينية وتحتل حالياً المرتبة 205 (21 مارس 2016) في تصنيف رابطة محترفات كرة المضرب. أعلى تصنيف لها في الفردي كان 203. أعلى تصنيف لها في الزوجي كان 139.

## النهائيات

### الفردي (12–4)
| الحصيلة | الرقم | التاريخ       | الدورة             | الأرضية | المنافس    | النتيجة  |
| ------- | ----- | ------------- | ------------------ | ------- | ---------- | -------- |
| الفوز   | 1.    | 18 أغسطس 2008 | خون كاين، تايلاند  | صلبة    | فنيز تشان  | 6–3, 6–4 |
| الفوز   | 2.    | 25 أغسطس 2008 | نونثابوري، تايلاند | صلبة    | يانغ يي    | 6–3, 6–4 |
| الوصافة | 1.    | 25 أبريل 2011 | بانكوك، تايلاند    | صلبة    | ميسا إجاشي | 1–6, 1–6 |

## روابط خارجية
- لو جياجينغ على موقع رابطة محترفات التنس (الإنجليزية)
- لو جياجينغ على موقع الاتحاد الدولي لكرة المضرب (الإنجليزية)
- لو جياجينغ على موقع خلاصة التنس.كوم (الإنجليزية)